# Museo de los Aliados
El Museo de los Aliados (en alemán: AlliiertenMuseum) es un museo de Berlín, Alemania, dedicado a la documentación de la historia política y militar de los aliados occidentales (Estados Unidos, Francia y Reino Unido) en la Alemania Occidental entre 1945 y 1994 (zonas de ocupación occidentales y la República Federal de Alemania), y su contribución a la libertad en Berlín durante la Guerra Fría. Fue inaugurado en 1998 por el entonces canciller de Alemania, Helmut Kohl, con motivo de la conmemoración del 50.º aniversario del puente aéreo de Berlín.
El museo se encuentra en Dahlem, parte del distrito berlinés de Steglitz-Zehlendorf, que formaba parte del sector estadounidense de Alemania Occidental. Está instalado en el antiguo cine Outpost que servía a los soldados estadounidenses destinados en Berlín y en el edificio de la antaño Biblioteca Nicholson (Nicholson Memorial Library), una de las principales bibliotecas usadas por las autoridades norteamericanas de la época.

## Contexto histórico

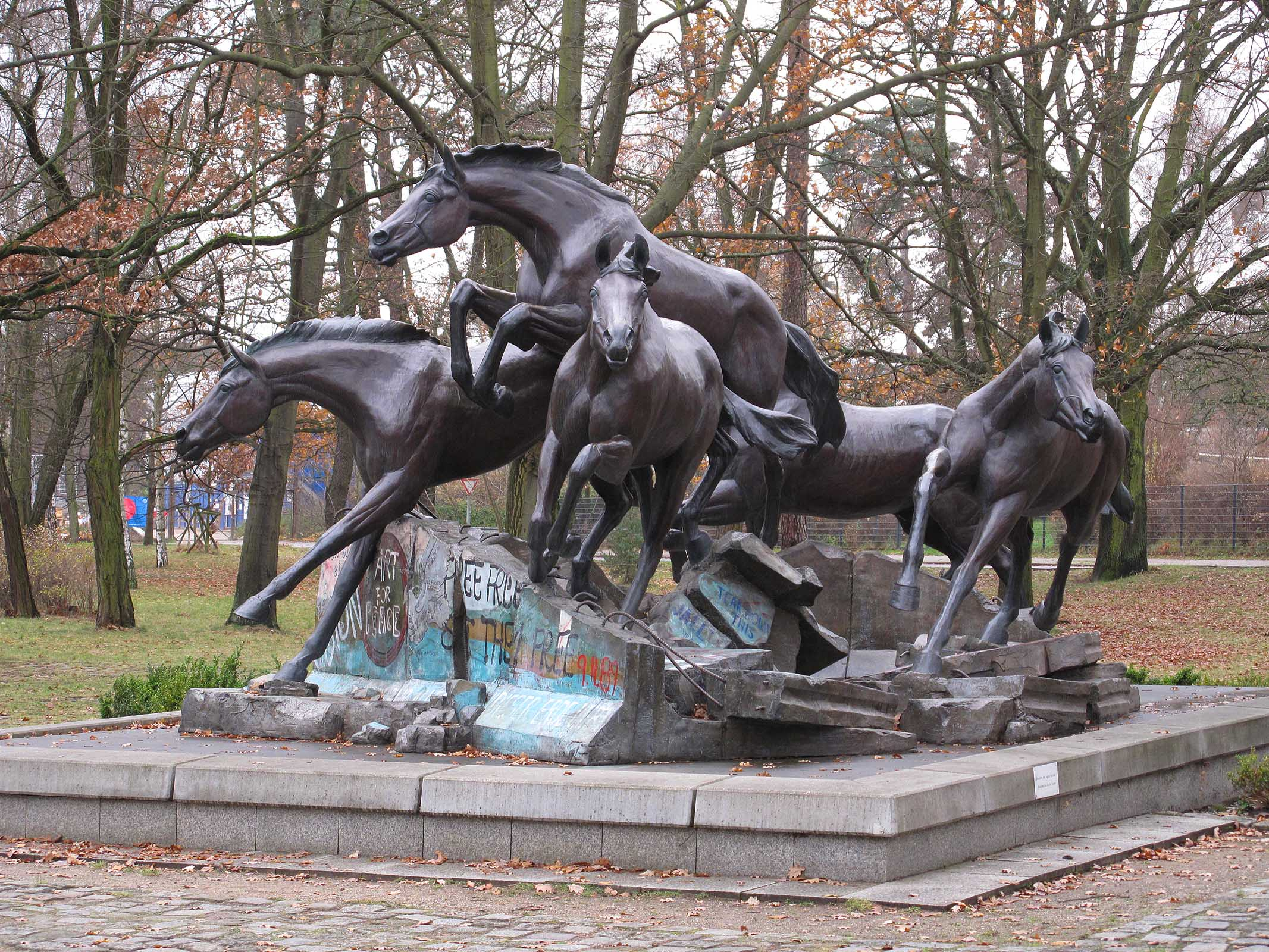
El día en que se cayó el muro (1998, por Veryl Goodnight)

El Museo de los Aliados presenta aspectos del escenario político y militar de la Guerra Fría en Berlín, desde inmediatamente después de la Segunda Guerra Mundial hasta la retirada de las fuerzas aliadas en la década de 1990 tras la reunificación alemana.
Cuando en febrero de 1945 en la Conferencia de Yalta, Estados Unidos, Reino Unido y la Unión Soviética pactaron la partición de Alemania en cuatro zonas de ocupación, la capital alemana –aunque físicamente ubicada al noreste del país, siendo por tanto un enclave en la zona soviética– también se dividió en cuatro sectores. A finales de abril, las tropas del Ejército Rojo se abrieron paso por la ciudad durante la batalla de Berlín e impusieron la rendición de las fuerzas alemanas. En verano, los soviéticas se retiraron de los sectores occidentales según establecido en los acuerdos. Entre las piezas exhibidas en el museo, algunas tratan de la primera etapa de los planes de partición desarrollados por la Comisión Asesora Europea (European Advisory Commission) en aquel febrero de 1945.
El conflicto Este-Oeste, que llevaría a la consolidación la unión de los aliados occidentales en Alemania, fue marcado en sus inicios por la retirada de los soviéticos de la Kommandatura Aliada y el consiguiente bloqueo de Berlín (1948-1949). Las tensiones, cada vez más agudizadas, culminaron con la crisis de Berlín (1961) y la construcción del Muro de Berlín. Una década después, en el marco del Acuerdo Cuatripartito sobre Berlín (1971), se dio un paso importante hacia el alivio de estas tensiones, con una Alemania del Este mucho más independizada de la Unión Soviética. La última etapa representada en el museo es a partir de este momento hasta los días de la Revolución Pacífica y la consiguiente «resolución de la cuestión de Berlín», es decir, la caída del Muro el 9 de noviembre de 1989.

## Exhibición

### CineOutpost
La primera parte de la exposición permanente está instalada en el Outpost, el antiguo cine de los soldados estadounidenses construido en 1953, actualmente siendo un monumento protegido. Está enfocada en el período comprendido entre el final de la Segunda Guerra Mundial y el puente aéreo de Berlín (1948-1949). Entre sus piezas cuenta con los originales planes y mapas de Berlín con la división en sectores trazada, imágenes de la invasión de Berlín, uniformes, carteles históricos, los primeros diarios del Berlín de la posguerra, documentos sobre la desnazificación y paquetes CARE. La representación del puente aéreo, a través del cual los aliados occidentales suministraron a la población alimentos, medicinas y combustible durante el bloqueo de Berlín, ocupa gran parte del espacio museístico, con énfasis en el peligro y los sacrificios de los aviadores británicos y estadounidenses.
El espacio sirve además para la realización de conferencias, lecturas y proyecciones de películas relevantes.

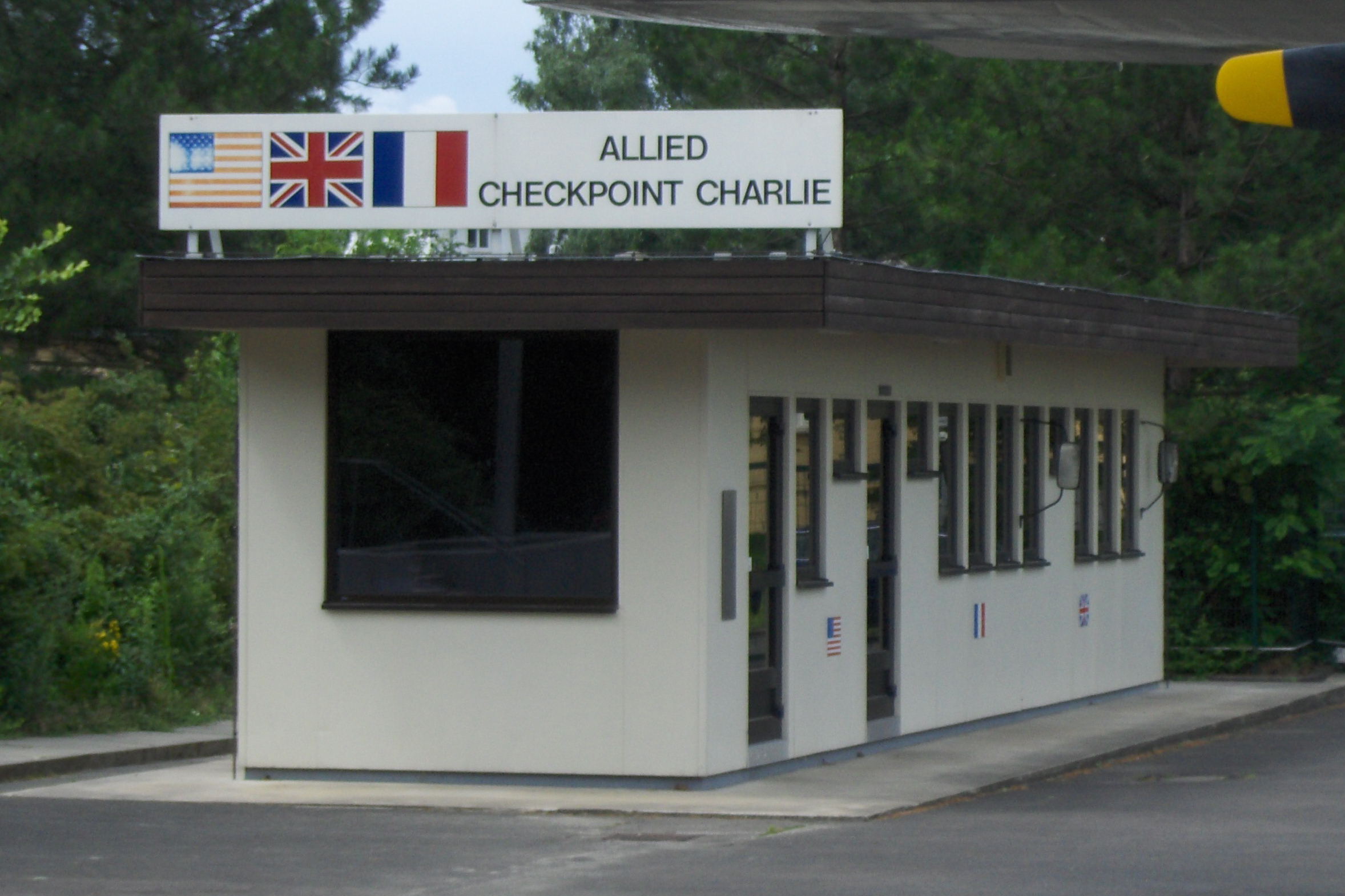
La caseta de vigilancia original de Checkpoint Charlie

#### Exposición al aire libre
Algunos de los objetos de mayor tamaño de la colección del museo están instalados en una exhibición al aire libre adyacente al edificio del cine. Se incluyen la última caseta de vigilancia del famoso punto de control Checkpoint Charlie, un avión de transporte Handley Page Hastings (T.Mk.5) de la Real Fuerza Aérea británica (RAF) empleado durante el puente aéreo de Berlín, un vagón de un tren militar francés y una torre de vigilancia germanooriental reconstruida.
Algunos vehículos aéreos y armados que pertenecen a la colección del museo no están incluidos actualmente en la exhibición. Entre ellos cabe destacar un helicóptero Bell UH-1H estadounidense, un avión de vigilancia Cessna O-1 Bird Dog francés, un tanque AMX-30 francés y un tanque M48 Patton estadounidense. Un avión de entrenamiento Chipmunk T.1 de la RAF que prestó servicio en la base militar de Gatow, a las afueras de Berlín –también perteneciente al museo–, ha sido prestado indefinidamente al Museo de Historia Militar de Gatow.

### Biblioteca Conmemorativa Nicholson
El edificio de la Biblioteca Nicholson alberga la segunda parte de la exposición permanente. En ella se presenta la vida cotidiana de los militares estadounidenses, británicos y franceses durante la Guerra Fría, y las condiciones cotidianas en general. Una de las exhibiciones más prominentes es un segmento restaurado del Túnel de Berlín (conocido como «túnel de los espías»), construido en 1955 por los servicios de inteligencia estadounidense y británico entre Berlín Occidental y Berlín Este para interceptar las líneas de comunicación soviéticas (Operation Gold). Otras partes de la exhibición tratan la caída del Muro, la valoración de la situación política por parte de los aliados occidentales y su contribución a la libertad en Berlín.
Además de la exposición permanente, este espacio sirve además para exposiciones temporales sobre temas relacionados con la actualidad.

## Actualidad
La entrada al Museo de los Aliados es gratuita. Como otras instituciones culturales en Alemania, el museo cerró durante la crisis provocada por la pandemia de COVID-19. Más tarde ha vuelto a abrir sus puertas, empleando las medidas de higiene requeridas.
Actualmente se planea la reubicación del Museo de los Aliados al centro de la capital alemana y una completa renovación de sus colecciones. Aunque ello significaría desprenderse de su característica ubicación en pleno sector estadounidense de la Alemania Occidental de la época, su nueva ubicación le conferiría más protagonismo y aumentaría el número de visitas anuales. El nuevo edificio contará con 3500 m² de espacio museístico, que albergarán además de las exposiciones permanentes también exhibiciones especiales. Por primera vez, el museo contará con un moderno archivo y una extensa biblioteca con puestos de trabajo para visitantes e investigadores.